# Sofía Ifadídou
Sofía Yfantídou, ou Ifadídou (en grec moderne : Σοφία Υφαντίδου), née le 10 janvier 1985 à Véria (Grèce), est une athlète de ce pays spécialiste des épreuves combinées.

## Biographie

### Enfance et formation
Elle est née le 5 janvier 1985 à Veria.

### Carrière
Elle est l'actuelle détentrice du record olympique du lancer du javelot en heptathlon, avec un jet à 56,96 m réalisé aux Jeux olympiques suivants à Londres.
Le 19 juin 2016, Ifadídou est sacrée championne de Grèce du javelot avec un jet à 56,02 m.
Le 9 juillet, la Grecque prend la 8e des Championnats d'Europe d'Amsterdam avec 6 025 points, sa meilleure performance de la saison. Elle établit par ailleurs, lors de l'épreuve de javelot, un nouveau record de ces championnats, avec un lancer à 56,36 m, record des championnats d'Europe du lancer du javelot en heptathlon qu'elle détient toujours.

## Palmarès
| Date | Compétition                           | Lieu                                  | Résultat | Épreuve    | Points     |
| ---- | ------------------------------------- | ------------------------------------- | -------- | ---------- | ---------- |
| 2006 | Coupe d'Europe des épreuves combinées | Yalta                                 | 19e      | Heptathlon | 5 282 pts  |
| 2007 | Coupe d'Europe des épreuves combinées | Szczecin                              | 25e      | Heptathlon | 5 297 pts  |
| 2007 | Championnats d'Europe espoirs         | Debrecen                              | 7e       | Javelot    | 52,25 m    |
| 2009 | Coupe d'Europe des épreuves combinées | Saragosse                             | 3e       | Heptathlon | 5 900 pts  |
| 2009 | Universiade                           | Belgrade                              | 6e       | Heptathlon | 5 737 pts  |
| 2010 | Multistars                            | Desenzano del Garda                   | 6e       | Heptathlon | 5 708 pts  |
| 2010 | Coupe d'Europe des épreuves combinées | Hengelo                               | 3e       | Heptathlon | 5 931 pts  |
| 2010 | Championnats d'Europe                 | Barcelone                             | 14e      | Heptathlon | 6 004 pts  |
| 2011 | Multistars                            | Desenzano del Garda                   | 5e       | Heptathlon | 5 867 pts  |
| 2011 | Coupe d'Europe des épreuves combinées | Toruń                                 | 14e      | Heptathlon | 5 541 pts  |
| 2012 | Multistars                            | Desenzano del Garda                   | 1re      | Heptathlon | 6 109 pts  |
| 2012 | Championnats d'Europe                 | Helsinki                              | —        | Heptathlon | Abandon    |
| 2012 | Jeux olympiques                       | Londres                               | 22e      | Heptathlon | 5 947 pts  |
| 2013 | Jeux méditerranéens                   | Mersin                                | 2e       | Heptathlon | 5 752 pts  |
| 2013 | Championnats du monde                 | Moscou                                | 23e      | Heptathlon | 5 894 pts  |
| 2014 | Coupe d'Europe d'épreuves combinées   | Ribeira Brava                         | 1re      | Heptathlon | 5 806 pts  |
| 2014 | Championnats des Balkans              | Pitești                               | 1re      | Heptathlon | 5 724 pts  |
| 2015 | Multistars                            | Florence                              | 1re      | Heptathlon | 5 900 pts  |
| 2015 | Coupe d'Europe d'épreuves combinées   | Inowrocław                            | 2e       | Heptathlon | 5 945 pts  |
| 2015 | Championnats du monde                 | Pékin                                 | 19e      | Heptathlon | 5 951 pts  |
| 2016 | Multistars                            | Florence                              | 3e       | Heptathlon | 5 953 pts  |
| 2016 | Championnats d'Europe                 | Amsterdam                             | 8e       | Heptathlon | 6 025 pts  |
| 2016 | Jeux olympiques                       | Rio de Janeiro                        | 27e      | Heptathlon | 5 613 pts  |
| 2016 | Coupe du monde des épreuves combinées | Coupe du monde des épreuves combinées | 12e      | Heptathlon | 17 591 pts |
| 2017 | Multistars                            | Florence                              | —        | Heptathlon | Abandon    |
| 2017 | Championnats d'Europe par équipes     | Lille                                 | 5e       | Javelot    | 58,21 m    |
| 2017 | Coupe d'Europe d'épreuves combinées   | Monzon                                | 4e       | Heptathlon | 5 622 pts  |
| 2017 | Championnats des Balkans              | Novi Pazar                            | 4e       | Javelot    | 50,88 m    |
| 2017 | Championnats des Balkans              | Novi Pazar                            | —        | Heptathlon | Abandon    |
| 2018 | Championnats des Balkans              | Stara Zagora                          | 2e       | Javelot    | 57,37 m    |
| 2019 | Jeux européens                        | Minsk                                 | 16e      | Javelot    | 54,44 m    |
| 2019 | Championnats d'Europe par équipes     | Sandnes                               | 5e       | Javelot    | 55,52 m    |

## Records
| Épreuve           | Performance   | Lieu                | Date             |
| ----------------- | ------------- | ------------------- | ---------------- |
| 100 m haies       | 13 s 54       | Thessalonique       | 10 juin 2009     |
| Saut en hauteur   | 1,72 m        | Desenzano del Garda | 5 mai 2012       |
| Lancer du poids   | 13,62 m       | Florence            | 15 mai 2015      |
| 200 m             | 25 s 30       | Hengelo             | 26 juin 2010     |
| Saut en longueur  | 6,14 m        | Édessa              | 1er janvier 2010 |
| Lancer du javelot | 59,23 m       | Patras              | 17 juin 2017     |
| 800 m             | 2 min 16 s 75 | Desenzano del Garda | 6 mai 2012       |
| Heptathlon        | 6 113 pts     | Naxos               | 7 juin 2015      |